# Amblyeleotris novaecaledoniae
Amblyeleotris novaecaledoniae és una espècie de peix de la família dels gòbids i de l'ordre dels perciformes.

## Morfologia
Els mascles poden assolir els 9,5 cm de longitud total.

## Distribució geogràfica
Es troba a Nova Caledònia i Papua Nova Guinea.